# Idries Shah
Idries Shah (Simla, 16 juni 1924 – Londen, 23 november 1996) was een Afghaanse schrijver. Hij schreef meer dan 30 boeken over antropologie, psychologie, literatuur, reizen, filosofie en het soefisme. Van zijn boeken zijn meer dan 15 miljoen stuks in twaalf talen verkocht.
Shah werd geboren in Simla, India. Zijn moeder was Schots, zijn vader stamde rechtstreeks af van de profeet Mohammed. 
Idries Shah zorgde ervoor dat het westen kennis maakte met het soefisme. Hij had grote invloed op enkele intellectuelen, waaronder Doris Lessing. Zijn definitie van soefisme was liberaal in die zin dat hij vond dat het soefisme ouder was dan de islam en dus niet afhankelijk was van de Koran. Als docent was Shah groot voorstander van onderwijs op maat, waarbij rekening gehouden werd met de capaciteiten van individuele leerlingen in plaats van het geven van standaard onderwijs aan iedereen.
Idries Shah kreeg verschillende kinderen. Een van hen, Saira Shah werd bekend door haar documentaire over rechten van vrouwen in Afghanistan (Beneath the Veil).
Hij maakte zich sterk voor de Afghaanse Mujahuddin tijdens de Russische bezetting van Afghanistan. Hij overleed in Londen.